# Blaue Grotte (Capri)

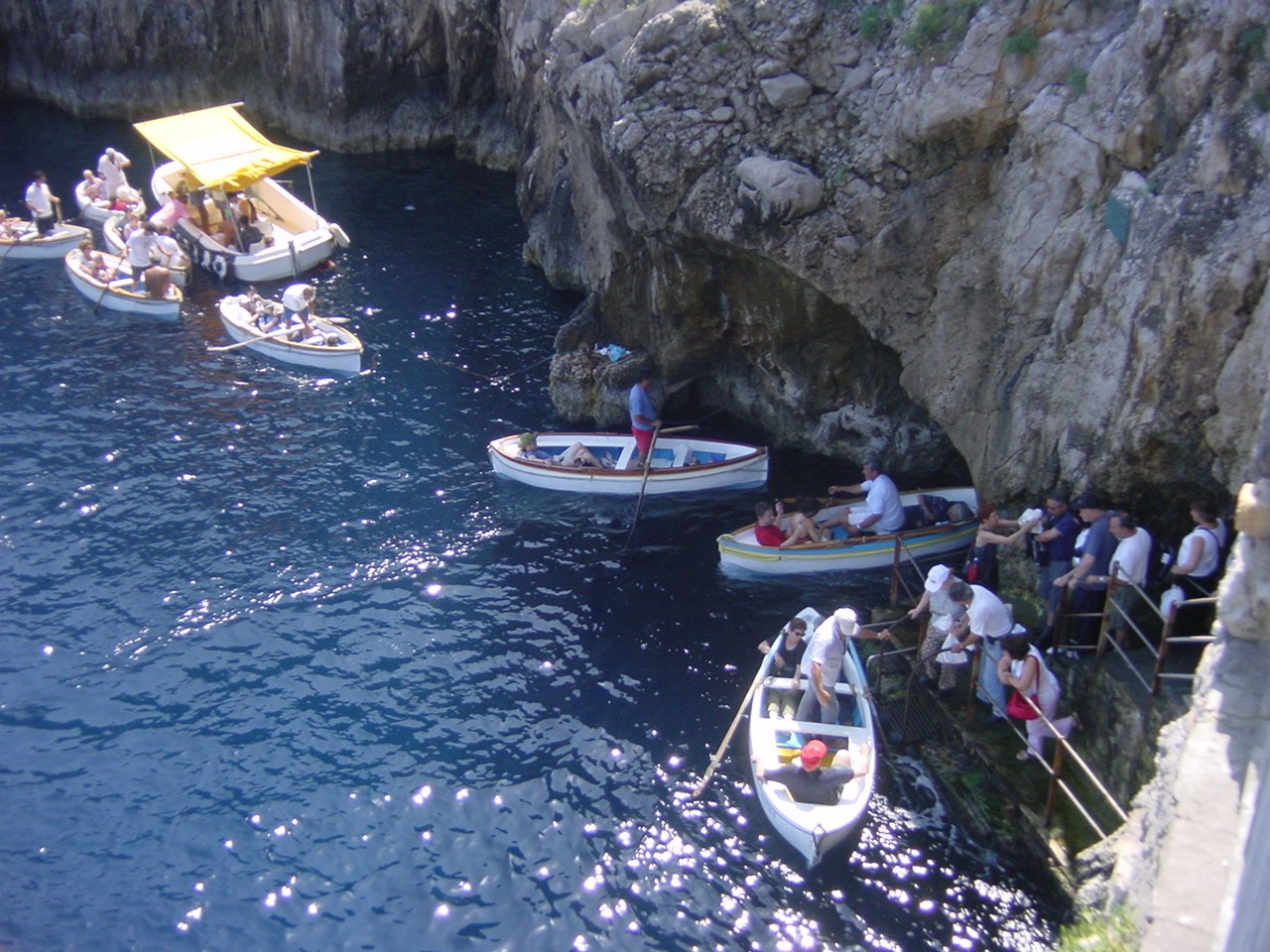
Touristen vor der Blauen Grotte

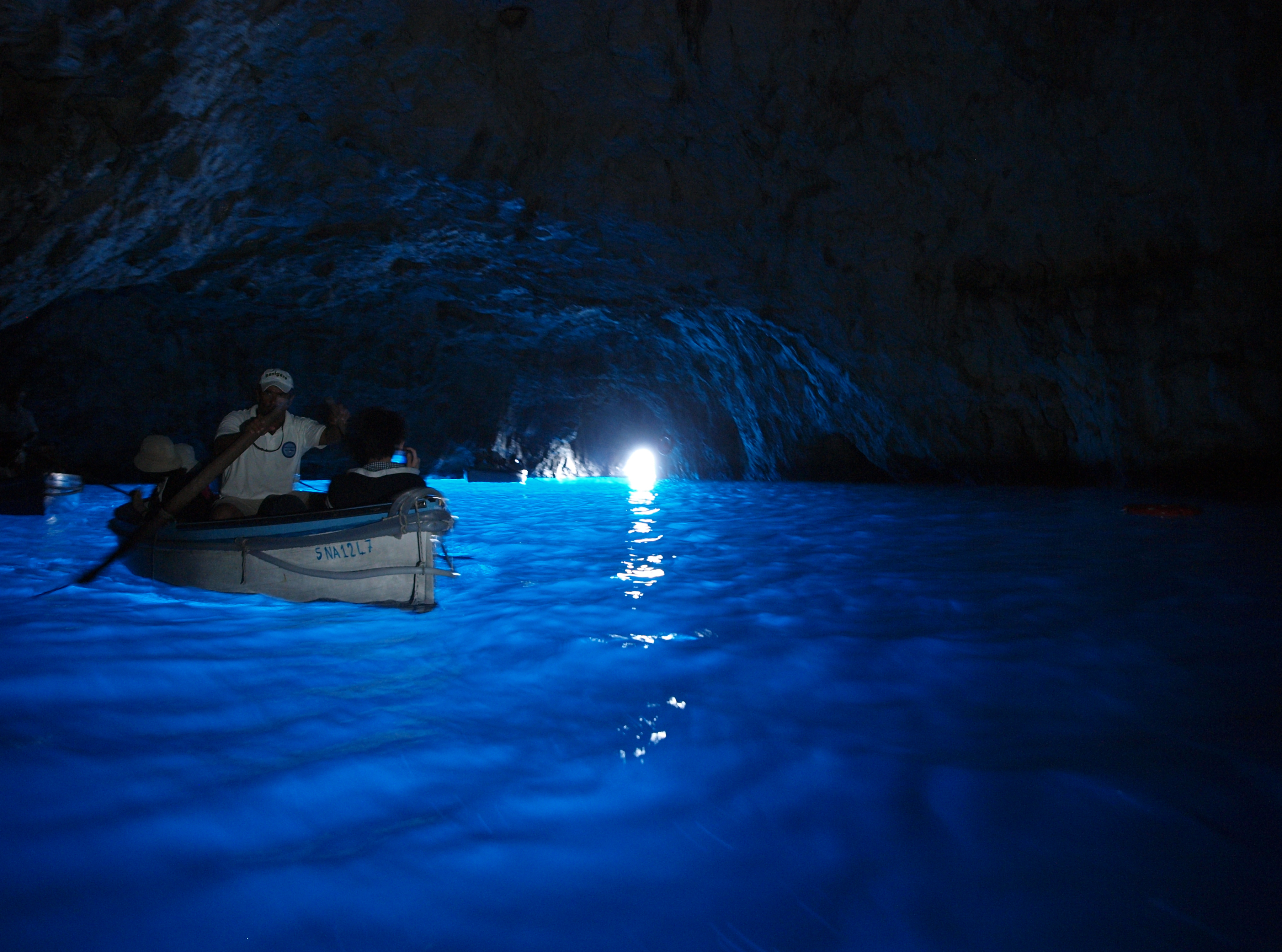
Die Blaue Grotte von innen

Schematische Darstellung der Lichtreflexionen in der Blauen Grotte

Die Blaue Grotte (italienisch: Grotta Azzurra) ist eine Höhle im Nordwesten der Insel Capri, deren Zugang ein nur knapp 1,5 Meter hohes Felsloch im Meer ist.

## Beschreibung
Die Höhle ist etwa 52 Meter lang und 30 Meter breit, das Wasser in ihr ist ungefähr 15 Meter tief. Da das Tageslicht überwiegend unter dem Meeresspiegel reflektiert im Meerwasser in die Grotte gelangt, schimmert das Wasser im Innern der Höhle in einem eigenartigen blauen Farbton. Es existieren Fotos, vor allem auf Postkarten, auf denen auch die Decke der Höhle komplett blau ist. In der Praxis kann das jedoch nicht vorkommen; hier hat man sich zusätzlicher Beleuchtungsstrahler bedient oder mit Bildbearbeitungsprogrammen nachbearbeitet. 

## Tourismus
Die Wiederentdeckung der Grotte, die bereits in der Antike als Nymphäum genutzt wurde, im Jahr 1826 durch den deutschen Maler August Kopisch löste einen bis heute ungebrochenen Touristenstrom auf die Insel im Golf von Neapel aus. Hergebracht mit größeren Booten, müssen die Touristen auf kleine Boote mit 4 bis 10 Personen umsteigen, um dann durch die schmale Zufahrt ins Innere der Grotte zu gelangen. Das Gedränge ist zuweilen so groß, dass längere Wartezeiten vor der Einfahrt entstehen. Ähnlich wie die Gondolieri in Venedig verdienen sich viele Einheimische mit der Steuerung der Grottenboote ihren Lebensunterhalt.
Besucher müssen beachten, dass aufgrund des niedrigen Eingangs große Wellen die Grotte unzugänglich machen. Bei starkem Seegang wird sie gesperrt. Es ist verboten, in der Blauen Grotte zu schwimmen. Die italienischen Behörden erheben hohe Bußgelder, wenn dies dennoch getan wird. Im Jahr 2009 wurde die Grotte kurz geschlossen, da illegal Schmutzwasser in die Grotte eingeleitet wurde.

## Antike
In der Antike war der Ort das private Schwimmbecken für den Kaiser Tiberius, der auf Capri seinen Alterssitz hatte. Plinius der Ältere beschrieb die Grotte und mehrere dort aufgestellte Statuen. Damals war der Wasserspiegel wesentlich tiefer und damit der wasserfreie Raum der Grotte höher als heute. Tatsächlich wurden 1964 drei Statuen gefunden, die im Museum Casa Rossa ausgestellt sind. Bei einer Nachsuche im Jahr 2007 wurden noch weitere 7 Sockel gefunden.

## Trivia
- Die Venusgrotte von König Ludwig II. von Bayern im Park von Schloss Linderhof wurde eigens mit einer blauen Beleuchtungsvariante versehen, um die Blaue Grotte von Capri darzustellen.